# Theodor Bernhard Rehmann
Theodor Bernhard Rehmann (* 9. Februar 1895 in Essen; † 4. Oktober 1963 in Schleiden) war ein römisch-katholischer Priester und Domkapellmeister am Aachener Dom.

## Leben
Theodor Bernhard Rehmann wurde am 9. Februar 1895 in Essen als Sohn niederrheinischer Eltern geboren. Nach der Teilnahme am Ersten Weltkrieg studierte er Theologie in Münster und Bonn und Musikwissenschaft bei Ludwig Schiedermair. Seit 1920 war er Mitglied der katholischen Studentenverbindung KDStV Alania Bonn. Am 18. Februar 1923 empfing er im Kölner Dom die Priesterweihe. Nach kurzem pfarrseelsorgerischen Einsatz als Kaplan in Düsseldorf-Wersten setzte er sein Kirchenmusikstudium in Regensburg und München fort und legte das Abschlussexamen bei Eberhard Schwickerath ab. 1925 wurde er Stiftsvikar und Stiftskapellmeister am Aachener Dom sowie 1945/46 kommissarischer Musikdirektor des Sinfonieorchesters Aachen. Mit der Wiedererrichtung des Bistums Aachen im Jahre 1930 wurde Rehmann Domkapellmeister. Dieses Amt übte er bis zu seinem Tode 1963 aus.

## Wirken
Als Domkapellmeister befreite Rehmann die Kirchenmusikpraxis am Aachener Dom aus den engen Grenzen des Cäcilianismus, dem sich sein bedeutender Vorgänger Franz Nekes (1844–1914) als Komponist und Kirchenmusiker verpflichtet fühlte, und führte das zeitgenössische Repertoire der Münchener (Joseph Haas) und Kölner (Heinrich Lemacher) kirchenmusikalischen Schulen in die Aachener Dommusik ein. Durch Konzertreisen und Partnerschaften weitete er den Wirkungskreis des Aachener Domchores international aus. Eine besondere Beziehung entwickelte er zur zeitgenössischen flämischen Musikszene und pflegte das Œuvre der Komponisten Hendrik Andriessen (1892–1981), Flor Peeters (1903–1986), Arthur Meulemanns (1884–1966) und Julius van Nuffel (1883–1953), die selbst häufig in Aachen zu Gast waren.
Rehmanns Bestreben, nach den Schrecken des Zweiten Weltkrieges die künstlerische Begegnung der Westeuropäischen Musikkräfte zu fördern führte zur Wiederbelebung der Niederrheinischen Musikfeste 1946 in Aachen und zur Gründung des Eifeler Musikfestes im selben Jahr im Kloster Steinfeld/Eifel, dessen künstlerische Leitung Rehmann bis zu seinem Tod innehatte.

## Ämter und Ehrungen
Rehmann wurde 1944 Ehrendomherr am Hohen Dom zu Aachen und Wirklicher Geistlicher Rat, 1958 dort residierender Domkapitular. 1948 wurde er vom Papst zum Päpstlichen Hausprälaten ernannt. Rehmann war Diözesanpräses des  Allgemeinen deutschen Cäcilienverbandes, Ehrenmitglied der Königlich-Flämischen Akademie in Brüssel, Mitglied der deutschen Sektion des Internationalen Musikrates der UNESCO, Ehrenmitglied der Bruckner-Gesellschaft, Mitglied des Deutschen Musikrates und Präsident der Arbeitsgemeinschaft Deutscher Chorverbände.